# Alamor
Alamor ist eine Kleinstadt und die einzige Parroquia urbana („städtisches Kirchspiel“) im Kanton Puyango der ecuadorianischen Provinz Loja. Alamor ist Sitz der Kantonsverwaltung. Die Parroquia besitzt eine Fläche von 239,4 km². Die Einwohnerzahl lag im Jahr 2010 bei 8296. Davon wohnten 4491 Einwohner in der Stadt Alamor.

## Lage
Die Parroquia Alamor liegt in den westlichen Ausläufern der Anden. Das Gebiet erstreckt sich zwischen den Flussläufen von Río Puyango im Norden und Río Alamor im Süden. Die 1303 m hoch gelegene Stadt Alamor befindet sich am Südhang des Höhenrückens Cordillera de Alamor oberhalb des Flusstals des Río Alamor. Alamor liegt 90 km westlich der Provinzhauptstadt Loja. Die Fernstraße E25 von der peruanischen Grenze nach Arenillas führt 3 km westlich an der Stadt Alamor vorbei. Die E68 zweigt von der E25 nach Osten ab und verläuft entlang dem südlichen Stadtrand. Sie führt über Mercadillo zum 12 km südsüdöstlich gelegenen Celica.
Die Parroquia Alamor grenzt im Nordwesten an Peru, im Norden an die Provinz El Oro mit den Parroquias La Libertad und El Paraíso (beide im Kanton Las Lajas), im Osten an die Parroquias Ciano, El Arenal und Mercadillo (Kanton Puyango), im Südosten an die Parroquia Guachanamá (Kanton Paltas), im Süden an die Parroquias Celica, Chaquinal (Kanton Pindal) und 12 de Diciembre (Kanton Pindal) und im Westen an die Parroquia El Limo (Kanton Puyango).

## Orte und Siedlungen
Neben dem Hauptort Alamor gibt es noch folgende Barrios in der Parroquia: Alahumbo, Balsas, Balsones, Buenavista, Cango Nuevo, Cango Viejo, Cerro Blanco, Cerro Grande, Cerro Verde, El Chirimoyo, El Derrumbo, El Guásimo, El Molino, Guahinche, Guandos, Guápalas, Guararas, Horconcillos, Huacas, La Hoyada, La Vega, La Soledad, Macandamine, Masaconza, Matalanga, Montehuayco, Naranjal Naypiraca, Pindalillo, Pueblo Nuevo, Puente Chico, Quemazones, San Agustín, San José de la Rinconada, Santa Ana und Trigopamba.

## Geschichte
Am 10. November 1911 wurde die Parroquia Alamor im Kanton Paltas eingerichtet. Am 17. Januar 1947 wurde der Kanton Puyango gegründet und Alamor wurde als Parroquia urbana dessen Verwaltungssitz.